# Abel Thermeus
Abel Thermeus (1983. január 19. –) haiti egykori válogatott labdarúgó.

## Mérkőzései a haiti válogatottban
| #   | Dátum                | Ellenfél                  | Eredmény | Kiírás                        | Esemény    |
| --- | -------------------- | ------------------------- | -------- | ----------------------------- | ---------- |
| 1.  | 2007. október 18.    | Costa Rica                | 1 – 1    | barátságos mérkőzés           |            |
| 2.  | 2008. február 3.     | Venezuela                 | 0 – 1    | barátságos mérkőzés           |            |
| 3.  | 2008. február 6.     | Venezuela                 | 1 – 1    | barátságos mérkőzés           |            |
| 4.  | 2008. szeptember 7.  | Salvador                  | 0 – 5    | Vb-selejtező                  | 45+1'      |
| 5.  | 2008. szeptember 11. | Costa Rica                | 1 – 3    | Vb-selejtező                  | 75'        |
| 6.  | 2008. október 12.    | Salvador                  | 0 – 0    | Vb-selejtező                  |            |
| 7.  | 2008. október 16.    | Costa Rica                | 0 – 2    | Vb-selejtező                  |            |
| 8.  | 2009. február 11.    | Kolumbia                  | 0 – 2    | barátságos mérkőzés           | 61'        |
| 9.  | 2009. június 23.     | Martinique                | 0 – 0    | barátságos mérkőzés           | becserélve |
| 10. | 2009. július 12.     | Amerikai Egyesült Államok | 2 – 2    | CONCACAF-aranykupa csoportkör | 79'        |

## Sikerei, díjai
Debreceni VSC:
- NB I ezüstérmes: 2007-08
- Magyar labdarúgókupa: 2007-2008

Haiti:
- CONCACAF-aranykupa negyeddöntős: 2009